# Ekiga
Ekiga (in precedenza noto come GnomeMeeting) è un software libero, rilasciato secondo i termini della GNU GPL v2 per il VoIP e la videoconferenza appositamente scritta per l'ambiente desktop GNOME. 
Ekiga utilizza sia il protocollo H.323 che il protocollo SIP. 
Supporta un gran numero di codecs video.
Ekiga fu scritto da Damien Sandras come tesi di laurea alla Université catholique de Louvain. 
Ora è sviluppato da un gruppo di sviluppo guidato dallo stesso Sandras.
Corretto Sabato 16 Novembre 2024 alle 17:44 da Paolo Del Bene

## Caratteristiche

### Integrazioni
- Registrazione e navigazione nelle directory LDAP ed ILS
- Integrazione con Novell Evolution in modo da condividere i contatti tra i due programmi
- Supporto ZeroConf (Apple Bonjour)
- Configurazione esterna con GConf, inclusa la possibilità per gli amministratori di bloccare alcuni settaggi
- Riconoscimento automatico dei dispositivi, incluso:
  - Supporto OSS e ALSA per le schede audio, attraverso plugin specifici
  - Supporto Video4Linux e videocamere Firewire, attraverso plugin specifici

### Interfaccia utente
- Rubrica con chiamata rapida e H.323/callto URL
- Dialpad
- Cronologia avanzata delle chiamate
- Videoconferenza a tuttoschermo
- Supporto Applica-Istantaneo direttamente in chiamata della Configurazione
- Modalità "Auto Risposta" e "Non Disturbare"

### Tecnologie
- Rinvio automatico di chiamata se occupato, se non vi è risposta, sempre (SIP e H.323)
- Trasferimento di chiamata (SIP e H.323)
- Avviso di Chiamata/Chiamata in attesa (SIP and H.323)
- DTMFs supportato (SIP e H.323)
- Servizio basilare di messaggerie istantanea (SIP)
- Chat testuale (SIP and H.323)
- Possibilità di registrarsi a diversi servizi di registrazione (SIP) o gatekeepers (H.323)
- Possibilità di usare un proxy in uscita (SIP) o un gateway (H.323)
- Messaggio (SIP)
- Audio e Video (SIP e H.323)
- Risoluzione video configurabile fino ad una qualità DVD (da 176x144 a 704x576)
- Audio HD tramite il codec Wideband
- Eliminazione echo
- STUN supportato (SIP e H.323)
- LDAP supportato